# INS Tushil (F70)
L'INS Tushil (F70) est une frégate de la classe Talwar en service dans la marine indienne. Il s'agit du septième navire de la classe et du premier du troisième lot de frégates commandées par la marine indienne. Construit par le chantier naval Iantar de Kaliningrad, en Russie, le navire est acquis en 2018 et mis en service dans la marine indienne le 9 décembre 2024,. Le navire est affecté à la Western Fleet et basé à la base navale de Karwar,.

## Acquisition
En septembre 2016, l'Inde annonce acquérir deux frégates de la classe Amiral Grigorovitch ; les deux autres seront construits en Inde. Ces frégates reprennent les caractéristiques de la classe Talwar et doivent être mises en service dans la marine russe, mais en raison de la guerre russo-ukrainienne, l'Ukraine suspend la fourniture de pièces moteurs nécessaires aux navires en chantier. En 2016, seuls deux des six navires de la classe ont été mis en service par la Russie. En août 2017, le Conseil indien d'acquisition de la défense (DAC), présidé par le ministre de la Défense de l'époque Arun Jaitley, approuve un achat de deux groupes de turbines à gaz produites par Zorya-Mashproekt en Ukraine pour les navires de la classe Amiral Grigorovitch en construction en Russie,.
En octobre 2018, le ministère indien de la Défense signe un accord pour l'acquisition de deux frégates russes : les Amiral Boutakov (rebaptisée INS Tushil) et Amiral Istomine (rebaptisée INS Tamala),,. Celles-ci sont livrées à la marine indienne courant 2022,.
Il s'agit du premier navire de la classe Talwar à être équipé de missiles Shtil-1 à lancement vertical avec deux configurations VLS 12 (2×6) ayant un total de 24 missiles avec une portée améliorée de 50 km,,.

## Construction
L'INS Tushil est mis sur cale le 13 juillet 2013 sous le nom d'Amiral Boutakov,. Il est lancé le 28 octobre 2021 par Datla Vidya Varma, l'épouse de l'ambassadeur indien en Russie, D. Bala Venkatesh Varma. Le navire est officiellement baptisé Tushil lors de la cérémonie de lancement,.
Deux ensembles de moteurs Zorya-Mashproekt (en) M7N1 pour l'INS Tushil et l'INS Tamala sont commandés en août 2017 pour un coût d'environ 76 millions de dollars. Chaque système M7N1 comprend deux turbines à gaz DT59, deux turbines de croisière DS71, deux R063, un réducteur R1063 et son système de contrôle. Il peut fournir une puissance totale de 33 000 kW. Les moteurs sont livrés au chantier naval de Kaliningrad entre fin 2020 et début 2021.
Le 11 mars 2024, il débute ses essais en mer. Le Pennant number initial est le numéro 435,. En avril 2024, un rapport suggère que l'INS Tushil sera livré à l'Inde en septembre 2024, suivi de l'INS Tamala, le navire suivant du même lot en février 2025. Le calendrier est en bonne voie à compter de juillet 2024,,. En juillet 2024, pour procéder aux essais de réception des deux frégates en construction au chantier naval de Iantar, une équipe d'environ 200 membres de la marine indienne se trouve en Russie.
À compter du 11 novembre 2024, l'INS Tushil doit être livré en Inde d'ici la fin du mois. La frégate est remise à l'équipage indien de plus de 200 officiers et marins au chantier naval de Kaliningrad, avant d'être mis en service par le ministre indien de la Défense Rajnath Singh début décembre 2024 lors d'une visite officielle en Russie. L'INS Tamal est livré début 2025,.
Du 25 janvier au 24 septembre 2024, le navire effectue de nombreux essais portuaires et en mer, notamment en usine, et par un équipage indien spécialisé dans la maintenance des navires de guerre, opérant à Kaliningrad. La période d'essai comprend des tirs d'artillerie et une phase de tests à une vitesse dépassant les 30 nœuds. Le navire dispose de 33 systèmes de grands fabricants d'équipements d'origine indiens (OEM), notamment BrahMos Aerospace, Bharat Electronics, Keltron, Tata's Nova Integrated Systems, Elcome Marine et Johnson Controls India, entre autres,,.
Le 9 décembre 2024, l'INS Tushil est mis en service dans la marine indienne par Rajnath Singh, le chef de la marine Dinesh Kumar Tripathi et d'autres hauts responsables de la défense,,.

## Historique
L'INS Tushil commence son premier déploiement opérationnel le 17 décembre 2024 lorsqu'il appareille de Kaliningrad pour pour l'Inde. Le navire traverse la mer Baltique, la mer du Nord, l’océan Atlantique et, finalement, l’océan Indien. Il effectue des escales dans plusieurs pays étrangers amis ainsi que des patrouilles conjointes et des exercices de partenariat maritime (MPX) avec plusieurs marines en transit. Le navire, en route vers son port d'attache Karwar, est doté d'un équipage de 250 personnes commandé par le capitaine Peter Verghese. Il mène des patrouilles antipiraterie dans le golfe de Guinée au large de la côte ouest de l'Afrique avec les marines de l'Union européenne.
L'INS Tushil effectue sa première escale à Londres le 22 décembre 2024 dans le cadre de son déploiement opérationnel inaugural,,. Le 27 décembre, il atteintCasablanca pour une visite de deux jours. Il s'agit du quatrième navire indien effectuant une visite au Maroc au cours de l'année. Le Tushil mène des exercices « PASSEX » avec la marine royale marocaine.
Le 3 janvier 2025, il rejoint le port de Dakar, au Sénégal, au cours duquel un exercice « PASSEX » est planifié avec la marine sénégalaise pendant son séjour jusqu'au 5 janvier. Le 12 janvier, le Tushil atteint Lagos au Nigéria, dans le cadre de son retournement opérationnel, au milieu de son déploiement en cours dans le golfe de Guinée. Le 24 janvier, le Tushil atteint Walvis Bay en Namibie, après avoir patrouillé avec succès pour la première fois dans le golfe de Guinée sur la côte ouest de l'Afrique.
Il accoste ensuite à Durban en Afrique du Sud, entre le 29 janvier et le 1er février après avoir été escorté par le SAS Amatola lors de sa première entrée dans l'océan Indien. Les navires effectuent des manœuvres tactiques suivies d'un défilé à vapeur traditionnel. Le 7 février, l'INS Tushil fait escale à Port Victoria (Seychelles) pour un retour opérationnel après son voyage inaugural autour de la côte ouest de l'Afrique.
L'INS Tushil atteint la base navale de Karwar le 14 février 2025, après avoir visité 8 pays sur 3 continents, dont Lomé, fin janvier. Le navire a également mené des exercices maritimes bilatéraux lors de visites au Maroc, au Sénégal, au Nigéria, en Namibie et en Afrique du Sud.